# العلاقات الغيانية الكينية
العلاقات الغيانية الكينية هي العلاقات الثنائية التي تجمع بين غيانا وكينيا.

## مقارنة بين البلدين
هذه مقارنة عامة ومرجعية للدولتين:
| وجه المقارنة                                              | غيانا        | كينيا                         |
| --------------------------------------------------------- | ------------ | ----------------------------- |
| المساحة (كم2)                                             | 214.97 ألف   | 581.31 ألف                    |
| عدد السكان (نسمة)                                         | 777.86 ألف   | 48.47 مليون                   |
| الكثافة السكانية (ن./كم²)                                 | 3.62         | 83.38                         |
| العاصمة                                                   | جورج تاون    | نيروبي                        |
| اللغة الرسمية                                             | لغة إنجليزية | اللغة السواحلية، لغة إنجليزية |
| العملة                                                    | دولار غياني  | شيلينغ كيني                   |
| الناتج المحلي الإجمالي (بليون دولار)                      | 3.68 مليار   | 74.94 مليار                   |
| الناتج المحلي الإجمالي (تعادل القوة الشرائية) بليون دولار | 5.77 مليار   | 142.24 مليار                  |
| الناتج المحلي الإجمالي الاسمي للفرد دولار أمريكي          | 4.13 ألف     | 1.38 ألف                      |
| الناتج المحلي الإجمالي للفرد دولار أمريكي                 |              | 2.95 ألف                      |
| مؤشر التنمية البشرية                                      |              | 0.548                         |
| رمز المكالمات الدولي                                      | +592         | +254                          |
| رمز الإنترنت                                              | .gy          | .ke                           |
| المنطقة الزمنية                                           | 00           | ت ع م+03:00                   |

## منظمات دولية مشتركة
يشترك البلدان في عضوية مجموعة من المنظمات الدولية، منها:
| علم المنظمة | اسم المنظمة                                 | تاريخ انضمام غيانا | تاريخ انضمام كينيا |
| ----------- | ------------------------------------------- | ------------------ | ------------------ |
|             | مؤسسة التنمية الدولية                       | 4 يناير 1967       | 3 فبراير 1964      |
|             | يونسكو                                      | 21 مارس 1967       | 7 أبريل 1964       |
|             | وكالة ضمان الاستثمار متعدد الأطراف          | 18 يناير 1989      | 28 نوفمبر 1988     |
|             | الأمم المتحدة                               | 20 سبتمبر 1966     | 16 ديسمبر 1963     |
|             | مجموعة دول أفريقيا والكاريبي والمحيط الهادئ | ?                  | ?                  |
|             | دول الكومنولث                               | ?                  | 12 ديسمبر 1963     |
|             | الاتحاد البريدي العالمي                     | ?                  | ?                  |
|             | البنك الدولي للإنشاء والتعمير               | 26 سبتمبر 1966     | 3 فبراير 1964      |
|             | الاتحاد الدولي للاتصالات                    | 8 مارس 1967        | 11 أبريل 1964      |
|             | منظمة حظر الأسلحة الكيميائية                | ?                  | ?                  |
|             | مؤسسة التمويل الدولية                       | 4 يناير 1967       | 3 فبراير 1964      |
|             | المركز الدولي لتسوية المنازعات الاستشارية   | 10 أغسطس 1969      | 2 فبراير 1967      |
|             | منظمة التجارة العالمية                      | ?                  | 1995               |
|             | منظمة الشرطة الجنائية الدولية               | ?                  | ?                  |

## وصلات خارجية
- موقع وزارة الخارجية الغيانية
- موقع وزارة الخارجية الكينية